# Open (album van The Scene)
Open is een album van de Nederlandse popgroep The Scene, uitgebracht in 1992. Het was het vijfde studioalbum van de groep.
Het album – de opvolger van Blauw – werd lovend ontvangen en luidde de meest succesvolle periode van The Scene in.

## Nummers
| Nr. | Titel     | Schrijver(s) | Duur |
| --- | --------- | ------------ | ---- |
| 1.  | Maan      | Thé Lau      | 5:09 |
| 2.  | Samen     | Thé Lau      | 4:48 |
| 3.  | Kans      | Thé Lau      | 3:29 |
| 4.  | Sta       | Thé Lau      | 3:02 |
| 5.  | Liefde    | Thé Lau      | 4:09 |
| 6.  | Steenworp | Thé Lau      | 4:09 |
| 7.  | Open      | Thé Lau      | 5:11 |
| 8.  | Zuster    | Thé Lau      | 3:41 |
| 9.  | Soldaat   | Thé Lau      | 4:07 |
| 10. | Thuis     | Thé Lau      | 5:31 |

## Muzikanten
The Scene:
- The Lau - zang, gitaar
- Emilie Blom van Assendelft - bas, zang
- Jeroen Booy - drums
- Eus van Someren - gitaar
- Otto Cooymans - toetsen, zang

Gasten:
- Rob de Weerd en Maryn Pezaro - koor
- Michiel van Leeuwen - saxofoon
- Rick de Leeuw - productie